# Strahlenschutz

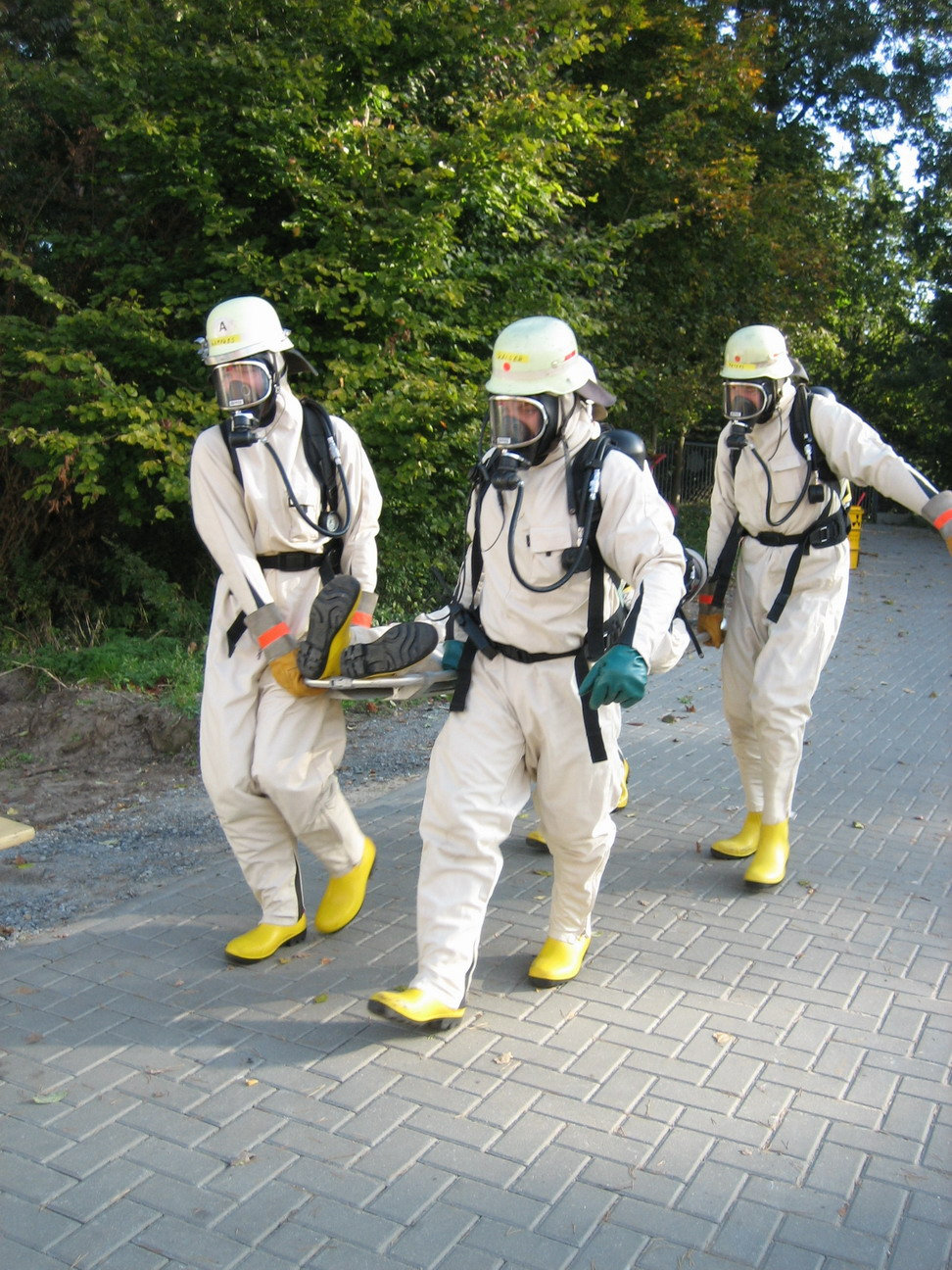
Feuerwehrübung mit Schutzkleidung gegen radioaktive Partikel (Kontaminationsschutzkleidung)

Unter Strahlenschutz versteht man den Schutz von Mensch und Umwelt vor den schädigenden Wirkungen von ionisierender und nicht ionisierender Strahlung aus natürlichen und künstlichen Strahlenquellen.  Der Begriff wird überwiegend – und auch in diesem Artikel – nur auf ionisierende Strahlung angewendet, spielt aber auch beispielsweise in der Lasertechnik eine Rolle.
Der Strahlenschutz ist insbesondere wichtig für das Personal kerntechnischer Anlagen wie zum Beispiel Kernkraftwerken und im Bereich der Medizin, insbesondere in der Radiologie, Nuklearmedizin und Strahlentherapie.

## Geschichte des Strahlenschutzes
Die Geschichte des Strahlenschutzes beginnt mit dem Erkennen der schädigenden Wirkung von ionisierender und nicht ionisierender Strahlung und der darauf gerichteten Präventivmaßnahmen. Die Gefahren von Radioaktivität und Strahlung wurden lange Zeit nicht erkannt. Etwa seit den 1920er Jahren ist das Bewusstsein über die Gefahren sukzessive gewachsen, bis es zum Erlass entsprechender Strahlenschutzbestimmungen kam.
Rechtliche Basis des Strahlenschutzes in Deutschland ist seit 2017 das Strahlenschutzgesetz.

## Die zehn Grundsätze des Strahlenschutzes
Um die Ziele des Strahlenschutzes zu erreichen, hat die Internationale Atomenergie-Organisation (IAEO) zehn Fundamental Safety Principles zusammengefasst und 2006 vorgestellt. Dieses Dokument wurde von der EURATOM mit der Richtlinie 2009/71/Euratom für sämtliche EU-Staaten als verbindlich eingestuft.
1. Verantwortlichkeit für den Strahlenschutz
Die alleinige Verantwortung für den Schutz vor ionisierender Strahlung trägt die Person oder Organisation, die für den Betrieb von Anlagen und Aktivitäten, welche Strahlungsrisiken entstehen lassen, zuständig ist.
2. Aufsichtspflicht der Regierung
Ein effektiver legaler und behördlicher Rahmen für Strahlenschutz und Sicherheit, inklusive einer unabhängigen und kompetenten Aufsichtsbehörde, muss von der Regierung geschaffen und aufrechterhalten werden.
3. Leitung und Management der Sicherheit
Eine effektive Führung und ein qualitätsgesichertes Management der Sicherung vor Strahlungsrisiken muss von Organisationen verfolgt werden, welche von Strahlungsrisiken betroffen sind oder Anlagen und Aktivitäten betreiben, welche Strahlungsrisiken entstehen lassen.
4. Notwendigkeit und Rechtfertigung
Es dürfen keine Strahlungsrisiken ohne einen daraus resultierenden überwiegend positiven Nutzen entstehen.
5. Optimierung des Strahlenschutzes
Alle Strahlenexpositionen oder Strahlungsrisiken müssen so niedrig wie vernünftigerweise möglich gehalten werden (ALARA-Prinzip).
6. Limitierung und Überwachung individueller Dosisgrenzwerte
Die Strahlendosis von Einzelpersonen soll die für die jeweiligen Bedingungen festgelegten Grenzwerte nicht überschreiten. Dies ist der praktische Bereich des Strahlenschutzes, die in Deutschland gültigen Gesetze und Grenzwerte werden weiter unten erläutert.
7. Schutz der heutigen und zukünftigen Generationen
Der Strahlenschutz erstreckt sich über die heutige und zukünftigen Generationen sowie die heutige und zukünftige Umwelt.
8. Prävention von Unfällen
Ein nuklearer oder radiologischer Unfall muss mit allen sinnvollen Mitteln verhindert oder/und die Auswirkungen eines solchen reduziert werden. Dieser Grundsatz betrifft hauptsächlich die Sicherheit von kerntechnischen Anlagen, trifft aber auch auf medizinisch radiologische Quellen zu.
9. Vorbereitung und Durchführung von Notfallmaßnahmen
Vorbereitungen müssen getätigt werden, um Notfallschutzmaßnahmen auszulösen und durchführen zu können.
10. Schutz vor bestehenden oder unregulierten Strahlungsrisiken
Der Schutz vor oder Aktionen zur Minderung von bestehenden oder unregulierten (natürlichen) Strahlungsrisiken muss verantwortbar sein und optimiert werden.

## Strahlenschutz zum Schutz der Menschen
Dabei gliedert sich der Strahlenschutz in drei grundsätzliche Schutzmaßnahmen:
- Schutz vor äußerer Strahlung
- Schutz vor Kontamination
- Schutz vor Inkorporation, diese unterteilt man in
  - Inhalation (Atemwege)
  - Ingestion (Nahrungs-Verzehr)
  - Aufnahme durch die Haut (z. B. offene Wunden)

## Gesetzliche Grundlagen

### EURATOM
Der EURATOM-Vertrag regelt auch den Umgang mit radioaktiven Stoffen und ist in den Mitgliedsstaaten von EURATOM die Grundlage für nationale gesetzliche Regelungen. Auf seiner Grundlage erarbeitet die Europäische Kommission strahlenschutzspezifische Richtlinien, die nach Anhörung durch das Europäische Parlament und Festlegung durch den Ministerrat für alle Mitgliedsstaaten bindend sind und in nationales Recht umgesetzt werden müssen. In diese Richtlinien gehen vor allem die Empfehlungen und Erkenntnisse internationaler Organisationen (s. u.) ein.

#### EURATOM-Vertrag
Artikel 2 Buchstabe b des Euratom-Vertrags sieht vor, dass einheitliche Sicherheitsnormen für den Gesundheitsschutz der Bevölkerung und der Arbeitskräfte aufzustellen sind. In Artikel 30 des Euratom-Vertrags wird der Begriff der "Grundnormen" für den Gesundheitsschutz der Bevölkerung und der Arbeitskräfte vor den Gefahren ionisierender Strahlung definiert. Unter Grundnormen sind zu verstehen: a) die zulässigen Höchstdosen, die ausreichende Sicherheit gewähren, b) die Höchstgrenze für die Aussetzung gegenüber schädlichen Einflüssen und für schädlichen Befall sowie c) die Grundsätze für die ärztliche Überwachung der Arbeitskräfte. Die Grundnormen werden gemäß Artikel 31 des Euratom-Vertrags von der EU-Kommission nach Stellungnahme einer Gruppe von Persönlichkeiten ausgearbeitet, die der Ausschuss für Wissenschaft und Technik aus wissenschaftlichen Sachverständigen der Mitgliedstaaten ernennt.

#### Richtlinie 2013/59/EURATOM
Die Richtlinie 2013/59/EURATOM zur Festlegung grundlegender Sicherheitsnormen für den Schutz vor den Gefahren einer Exposition gegenüber ionisierender Strahlung vom 5. Dezember 2013 wurde am 17. Januar 2014 im Amtsblatt der Europäischen Union veröffentlicht und musste bis zum 6. Februar 2018 in nationales Recht umgesetzt werden. Sie bildet also die Basis für die Umsetzung des Strahlenschutzrechts in den EU-Mitgliedstaaten. Erstmals werden alle 
Der vom Ausschuss für Wissenschaft und Technik benannten Sachverständigengruppe zufolge sollten die nach den Artikeln 30 und 31 Euratom-Vertrag erstellten grundlegenden Sicherheitsnormen die neuen Empfehlungen der Internationalen Strahlenschutzkommission (ICRP), insbesondere die der ICRP-Veröffentlichung 103, berücksichtigen und auf der Grundlage neuer wissenschaftlicher Erkenntnisse und der Erfahrungen aus der Praxis überarbeitet werden.

### Deutschland

#### Atomgesetz (AtG)
Das Atomgesetz bildete in Deutschland bis 2017 die nationale rechtliche Grundlage für den Umgang mit radioaktiven Stoffen (insbesondere Kernbrennstoffe). Es trat in seiner ursprünglichen Fassung am 1. Januar 1960 in Kraft. Auf ihm bauten die Strahlenschutzverordnung (StrlSchV) und die Röntgenverordnung (RöV) auf. Seit Oktober 2017 und in vollständigem Umfang seit 31. Dezember 2018 ist das Strahlenschutzgesetz (StrlSchG) die gesetzliche Grundlage für den Strahlenschutz in Deutschland.

#### Strahlenschutzgesetz
Das Strahlenschutzgesetz (StrlSchG) bildet in Deutschland die eigenständige, umfassende nationale gesetzliche Grundlage für den Strahlenschutz bei ionisierender Strahlung. Es enthält zahlreiche Verordnungsermächtigungen, die zu einem großen Teil mit der Strahlenschutzverordnung (StrlSchV) umgesetzt wurden.
Mit der am 31. Dezember 2018 in Kraft getretenen StrlSchV regelt das StrlSchG den Strahlenschutz bei geplanten Expositionssituationen (z. B. Genehmigungen) aber auch bei bestehenden Expositionssituationen wie radioaktiven Altlasten, Radon in Aufenthaltsräumen von Wohngebäuden sowie an Arbeitsplätzen in Innenräumen und die Radioaktivität von Bauprodukten. Neben dem Betrieb von Anlagen zur Erzeugung ionisierender Strahlung und den Umgang mit radioaktiven Stoffen zur Nutzung der ionisierenden Strahlung werden auch Tätigkeiten, bei denen natürlich vorkommenden Radionuklide die Exposition erhöhen können, als geplante Expositionssituationen behandelt.
Bereits seit dem 1. Oktober 2017 ist das StrlSchG die Rechtsgrundlage für das Notfallmanagement im Strahlenschutz. Insbesondere ist es Grundlage für die Einrichtung eines Radiologischen Lagezentrums des Bundes, legt die Zuständigkeiten der Bundes- und Landesbehörden und Fachstellen bei Notfallexpositionssituationen fest, bestimmt Referenz-, Dosis- und Kontaminationswerte, schreibt Notfallpläne für Bund und Bundesländer sowie Notfallübungen vor. Das StrlSchG ist Grundlage für die Überwachung der Strahlenexposition der Menschen und der radioaktiven Kontamination der Umwelt und regelt die Entstehung eines entsprechenden Lagebilds. Die Aufgaben des Bundes erstrecken sich hauptsächlich auf die Überwachung der Radioaktivität in der Luft, in Niederschlägen, auf der Bodenoberfläche (siehe das Gamma-Ortsdosisleistungs-Messnetz), in Bundeswasserstraßen sowie in der Nord- und Ostsee. Die Länder überwachen insbesondere Lebensmittel, Arzneimittel, Futtermittel, Trinkwasser, Grundwasser, Abwässer, Abfälle, Boden und Pflanzen.

#### Strahlenschutzverordnung
Die Strahlenschutzverordnung, deren ursprüngliche Fassung aus dem Jahre 1960 stammt, regelt in Deutschland die Grundsätze und Anforderungen für Vorsorge- und Schutzmaßnahmen bei der Anwendung und Nutzung radioaktiver Stoffe, die Strahlenbelastung zivilisatorischen und natürlichen Ursprungs und den Betrieb von Beschleunigern. Darunter fällt auch die medizinische Anwendung radioaktiver Stoffe (Nuklearmedizin, Brachytherapie) sowie die Strahlentherapie. Der Umgang mit radioaktiven Stoffen jenseits festgelegter Freigrenzen und die Errichtung und der Betrieb bestimmter Anlagen zur Erzeugung ionisierender Strahlen bedarf grundsätzlich einer Genehmigung. Wer eine solche Genehmigung benötigt, ist Strahlenschutzverantwortlicher. Er muss, wenn es die Sicherheit erfordert, Strahlenschutzbeauftragte (SSB) bestellen, die über einen geeigneten Fachkundenachweis verfügen müssen. Die Fachkunde muss alle fünf Jahre aktualisiert werden. In einer Strahlenschutzanweisung müssen die im Betrieb zu beachtenden Regelungen zum Strahlenschutz festgeschrieben werden. Alle beteiligten Mitarbeiter sind mindestens einmal jährlich über die möglichen Gefahren, über Schutzmaßnahmen und über die wesentlichen Inhalte der Strahlenschutzverordnung, der Genehmigung und der Strahlenschutzanweisung zu unterweisen. Darüber hinaus legt die Strahlenschutzverordnung Grenzwerte fest, deren Überschreitung eine ärztliche Untersuchung erfordern. Diese Grenzwerte unterscheiden zwischen beruflich strahlenexponierten Personen sowie Einzelpersonen in der Bevölkerung.

#### Röntgenverordnung (RöV)

Warnung vor radioaktiven Stoffen oder ionisierenden Strahlen

Die Röntgenverordnung wurde erstmals im Jahre 1941 erlassen und galt ursprünglich für nichtmedizinische Betriebe. Sie war damit die älteste gesetzliche Regelung auf diesem Rechtsgebiet und wurde am 31. Dezember 2018 durch die novellierte Strahlenschutzverordnung (StrlSchV) und das Strahlenschutzgesetz (StrlSchG) abgelöst. Die Regelungen der RöV blieben aber weitgehend erhalten. Geregelt wird in Deutschland der Schutz vor Schäden durch Röntgenstrahlen beim Einsatz von Röntgeneinrichtungen und Störstrahlern, in denen Röntgenstrahlung mit einer Grenzenergie zwischen fünf Kiloelektronvolt und einem Megaelektronvolt durch beschleunigte Elektronen erzeugt werden kann. Dies sind im Allgemeinen Röntgengeräte für die medizinische Diagnostik.
In der Heilkunde oder Zahnheilkunde dürfen nur approbierte Ärzte (oder Personen, denen die Ausübung des ärztlichen Berufs erlaubt ist) mit der entsprechenden Fachkunde Röntgenstrahlung am Menschen (Patienten) anwenden. Die erworbene Fachkunde muss alle fünf Jahre aktualisiert werden.

#### Strahlenschutzvorsorgegesetz
Das Strahlenschutzvorsorgegesetz (StrVG) wurde nach der Katastrophe von Tschernobyl im April 1986 verfasst und am 11. Dezember 1986 vom Deutschen Bundestag verabschiedet. Es ist am 1. Oktober 2017 außer Kraft getreten. Seine Regelungen sind in Teil 3 des Strahlenschutzgesetzes aufgegangen.

### Österreich
In Österreich gilt seit August 2020 ein novelliertes Strahlenschutzgesetz (StrSchG).
Die Hauptbestandteile des Gesetzes sind:
- Anwendung von Strahlenquellen in Medizin, Industrie und Forschung,
- sichere Entsorgung von radioaktiven Abfällen,
- nukleare Sicherheit bei Forschungsreaktoren,
- Schutz von Personen vor Gefahren durch das natürliche, radioaktive Edelgas Radon,
- Schutz des fliegenden Personals vor kosmischer Strahlung,
- behördliche Notfallvorsorge und Notfallreaktion in Bezug auf radiologische Notfälle,
- behördliche Radioaktivitätsüberwachung der Umwelt, Lebensmittel und anderen Waren und Produkten sowie
- Schutz von Personen im Fall des Auffindens von radioaktiven Materialien.

Auf dem StrSchG basieren die
- Allgemeine Strahlenschutzverordnung (BGBl II Nr. 191/2006),
- Medizinische Strahlenschutzverordnung (BGBl. II Nr. 409/2004),
- Verordnung über Maßnahmen zum Schutz des fliegenden Personals vor kosmischer Strahlung (BGBl. II Nr. 235/2006),
- Verordnung über Maßnahmen zum Schutz von Personen vor erhöhter Exposition durch terrestrische natürliche Strahlenquellen (BGBl II Nr. 2/2008) und die
- Verordnung über Interventionen bei radiologischen Notstandssituationen und bei dauerhaften Strahlenexpositionen (BGBl II Nr. 145/2007).

Keine Gültigkeit hat die Strahlenschutzverordnung dort, wo spezielle Vorschriften den Transport radioaktiver Stoffe regeln wie nach dem ADR, RID oder IATA.

### Schweiz
In der Schweiz ist der Schutz vor ionisierender Strahlung ein Auftrag mit Verfassungsrang (Art. 118 BV). Umgesetzt wurde dieser Auftrag im Strahlenschutzgesetz (StSg) mit dazugehörigen Verordnungen (StSV). Diese wurden per 1. Januar 2018 einer Totalrevision unterzogen.
Der Schutz vor nicht-ionisierender Strahlung (z. B. Mobilfunk) ist einer speziellen Gesetzgebung ohne Verfassungsrang vorbehalten, nämlich dem Umweltschutzgesetz und der darauf fußenden Verordnung über den Schutz vor nichtionisierender Strahlung (NISV). Am 17. April 2019 wurde vom Bundesrat die NISV, im Zuge der Einführung von 5G, im Sinne der Telekomindustrie angepasst.

## Internationale Organisationen
Die EURATOM-Richtlinien gehen auch auf die Empfehlungen der Internationalen Strahlenschutzkommission (ICRP) zurück. Diese weltweit anerkannte Organisation stützt ihre Erkenntnisse vor allem auf Untersuchungen von Überlebenden der Atombombenabwürfe von Hiroshima und Nagasaki.
Daneben gibt es eine Reihe weiterer Organisationen:
- Wissenschaftlicher Ausschuss der Vereinten Nationen zur Untersuchung der Auswirkungen der atomaren Strahlung: (UNSCEAR) in Wien
- International Radiation Protection Association (IRPA) als Dachorganisation von weltweit 48 nationalen Strahlenschutz-Fachverbänden.
- Internationale Arbeitsorganisation (IAO) der UN in Genf
- Internationale Atomenergieorganisation (IAEO) in Wien
- Weltgesundheitsorganisation (WHO)
- Deutsch-Schweizerischer Fachverband für Strahlenschutz

## Praktischer Strahlenschutz
Die von einer Strahlenquelle gegebener Art empfangene Dosis hängt ab
- von der Aktivität der Quelle,
- von der Aufenthaltsdauer nahe der Strahlenquelle,
- vom Abstand zur Strahlenquelle (außer bei sehr ausgedehnten Strahlenquellen),
- von der Abschirmung durch Materie zwischen Quelle und Person.

Maßnahmen, um unvermeidliche Belastungen beim Umgang mit Strahlenquellen möglichst gering zu halten, sind daher:
- Auswahl von Bedingungen, die mit kleinstmöglicher Exposition des Personals das erwünschte Ergebnis erreichen,
- vorausschauende Organisation und Planung des Arbeitsvorgangs, um die Expositionsdauer kurz zu halten,
- möglichst großer Bestrahlungsabstand, beispielsweise durch Benutzung langer Greifzangen,
- Benutzung geeigneter Abschirmungen.

Als Merksatz wird häufig von den „A-Regeln“ gesprochen, die den sicheren Umgang mit Strahlenquellen verdeutlichen:
Aktivität begrenzen, Aufenthaltsdauer minimieren, Abstand halten, Abschirmung verwenden, Aufnahme vermeiden.
Ionisierende Strahlung hat im Vergleich zu anderen Arbeitsplatzrisiken (etwa luftgetragenen Giften oder Mikroorganismen) den Vorteil, dass sie mit kleinen, überall einsetzbaren Geräten (Dosimetern, Dosisleistungsmessgeräten) und im Rahmen der Inkorporationsüberwachung auch ausgehend von radioaktiven Stoffen im menschlichen Körper leicht messbar ist.